# نشانه لیزر-ترلا

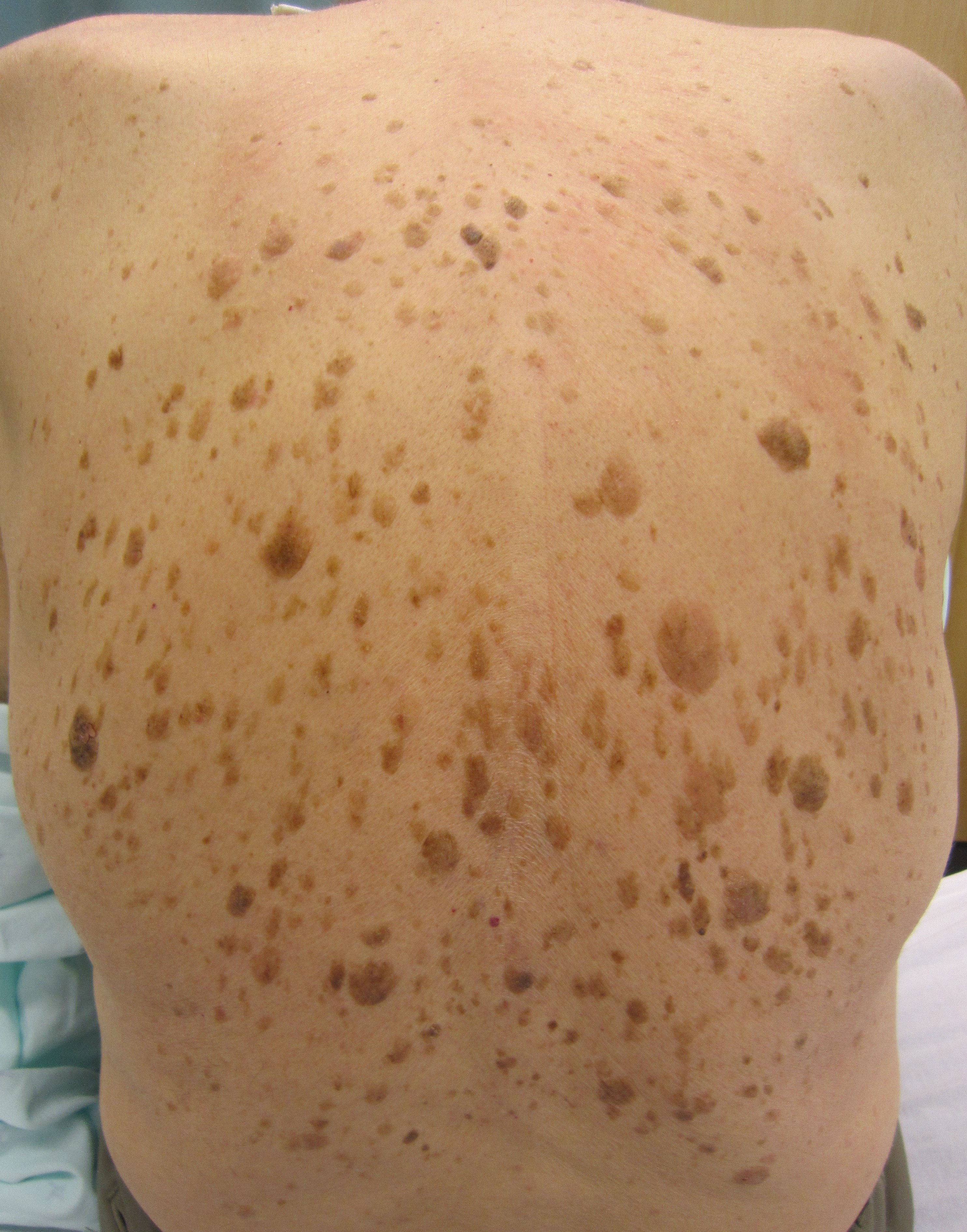
نشانهٔ لیزر-ترلا: کراتوز سبورئیک فراوان در پشت بیماری که مبتلا به سرطان روده بزرگ است

نشانهٔ لیزر-تِـرِلا (انگلیسی: Leser–Trélat sign) شروع ناگهانی و بسیار سریع کراتوزهای سبورئیک متعدد است (ضایعات پوستی رنگدانه‌دار فراوان)، که اغلب پایه التهابی دارند. این بیماری ممکن است نشانه ای از وجود یک بدخیمی در بدن یا به‌عنوان بخشی از سندرم پارانئوپلاستیک باشد. علاوه بر ایجاد ضایعات جدید، ضایعات قدیمی‌تر اغلب بیشتر رشد می‌کنند و علامت‌دار می‌شوند.
اگرچه بیشتر نئوپلاسم‌های مرتبط با نشانهٔ لیزر-ترلا، آدنوکارسینوم‌های گوارشی  (سرطان معده، سرطان کبد، سرطان روده بزرگ و سرطان لوزالمعده) هستند، اما بدخیمی‌های پستان، سرطان ریه، سرطان مثانه و مجاری ادراری و همچنین لنفوم با این بیماری جلدی همراه بوده‌اند. این احتمال وجود دارد که سیتوکین‌های مختلف و سایر عوامل رشد تولید شده توسط نئوپلاسم مسئول ظاهر ناگهانی کراتوزهای سبورئیک باشند.
این بیماری نامش را از جراحی آلمانی ادموند لیزر و جراح فرانسوی اولیس تِـرِلا می‌گیرد. گفته می‌شود که لیزر و ترلا در مشاهدات خود در واقع آنژیوم را دیده و توصیف کرده‌اند و نه کراتوزهای سبورئیک را که نخستین بار پزشکی آلمانی به نام «اویگِن هالِـندِر» آن را توصیف و در مقاله‌ای در سال ۱۹۰۰ منتشر کرد.